# Obłok w spodniach
Obłok w spodniach (ros. Облако в штанах, Obłako w sztanach) – poemat Władimira Majakowskiego napisany w latach 1914–1915.

## Historia powstania
Pracę nad dziełem Majakowski rozpoczął w pierwszej połowie 1914 roku, o czym wspominał w swojej autobiografii Ja sam (Я сам). Według jego przyjaciół inspiracją do napisania poematu posłużył romantyczny epizod z podróży futurystów przez Rosję. Podczas występów w Odessie w dniach 16–19 stycznia 1914 roku poeta zakochał się w Marii Dienisowej, która mimo sympatii, jaką okazywała Majakowskiemu, odmówiła zbliżeń intymnych. Praca nad poematem została zakończona w lipcu 1915 roku w Kuokkala.
Początkowo poemat nosił tytuł Trzynasty apostoł, ale pod naciskiem carskiej cenzury Majakowski zmienił ją na Obłok w spodniach. W 1915 roku fragmenty prologu i czwartej części dzieła zostały opublikowane w zbiorze Strzelec (Стрелец). Kilka wersetów z części drugiej i trzeciej zostały zacytowane przez Majakowskiego w artykule O różnych Majakowskich (О разных Маяковских), opublikowanym w „Czasopiśmie Czasopism” („Журнал журналов”) w sierpniu 1915 roku. W obu przypadkach Majakowski określił poemat tragedią. W opublikowanym później wydaniu autor dodał do nazwy podtytuł: Tetraptych (Тетраптих), wskazując na czteroczęściową kompozycję poematu.
Poemat z dużą liczbą cięć cenzury został dopuszczony do druku przez Osipa Brika we wrześniu 1915 roku. W 1916 roku został – także ocenzurowany – przedrukowany przez wydawcę „Żagiel” (Парус) w zbiorze Proste jak muczenie (Простое как мычание). W marcu 1917 roku – po rewolucji lutowej w Rosji – czasopismo „Nowy Satyrykon” („Новый сатирикон”) opublikowało wycięte wcześniej przez cenzurę fragmenty poematu pod autorskim tytułem Przywracam (Восстанавливаю). W całości poemat ukazał się w druku na początku 1918 roku w Moskwie nakładem wydawnictwa Stowarzyszenia Sztuki Socjalistycznej (АСИС – Ассоциация социалистического искусства).

## Struktura poematu
Poemat składa się z czterech części ze wstępem. W przedmowie do pierwszego wydania Majakowski napisał: 

Obłok w spodniach (pierwszy tytuł Trzynasty apostoł przekreślony przez cenzurę. Nie przywracam. Przyzwyczaiłem się) uważam za katechizm dzisiejszej sztuki; „Precz z waszą miłością”, „precz z waszą sztuką”, „precz z waszym ustrojem”, „precz z waszą religią” – cztery krzyki czterech części.

Облако в штанах (первое имя Тринадцатый апостол зачеркнуто цензурой. Не восстанавливаю. Свыкся) считаю катехизисом сегодняшнего искусства; „Долой вашу любовь“, „долой ваше искусство“, „долой ваш строй“, „долой вашу религию“ – четыре крика четырёх частей.

-